# Ljubjas
Ljubjas (ukrainisch Люб'язь oder umgangssprachlich Льб'язь Lbjas, russisch Любязь, polnisch Lubiaż) ist ein Dorf mit 900 Einwohnern im Nordosten der ukrainischen Oblast Kamin-Kaschyrskyj.

## Geographie
Das Dorf liegt an der Regionalstraße P–14 im Norden des Rajon Ljubeschiw nahe der Grenze zum belarussischen Rajon Iwanawa. Die belarussische Stadt Iwanawa liegt 37 km nördlich, das ehemalige Rajonzentrum Ljubeschiw 13 km südlich und das Oblastzentrum Luzk etwa 145 km südlich des Dorfes.
Am 12. Juni 2020 wurde das Dorf ein Teil der Siedlungsgemeinde Ljubeschiw; bis dahin bildete es die gleichnamige Landratsgemeinde Ljubjas (Люб'язівська сільська рада/Ljubjasiwska silska rada) im Nordosten des Rajons Ljubeschiw.
Am 17. Juli 2020 wurde der Ort Teil des Rajons Kamin-Kaschyrskyj.

## Geschichte
Das Dorf wurde 1366 zum ersten Mal schriftlich erwähnt und lag zunächst in der Woiwodschaft Wolhynien der Polnischen Adelsrepublik. Nach der Dritten Polnischen Teilung 1795 gehörte das Dorf zum Russischen Kaiserreich, wo es im Gouvernement Minsk lag. 1921 fiel es an Polen und kam zur Woiwodschaft Polesien im Powiat Kamień Koszyrski, Gmina Lubieszów. Infolge des Hitler-Stalin-Pakts besetzte die Sowjetunion im September 1939 das Gebiet. Nach dem deutschen Überfall auf die Sowjetunion 1941 war die Ortschaft bis 1944 unter deutscher Herrschaft. Nach dem Zweiten Weltkrieg wurde Dolsk wieder von der Sowjetunion annektiert, wo es in der Ukrainischen SSR lag. Seit dem Zerfall der Sowjetunion 1991 ist es ein Teil der unabhängigen Ukraine.

## Verkehr

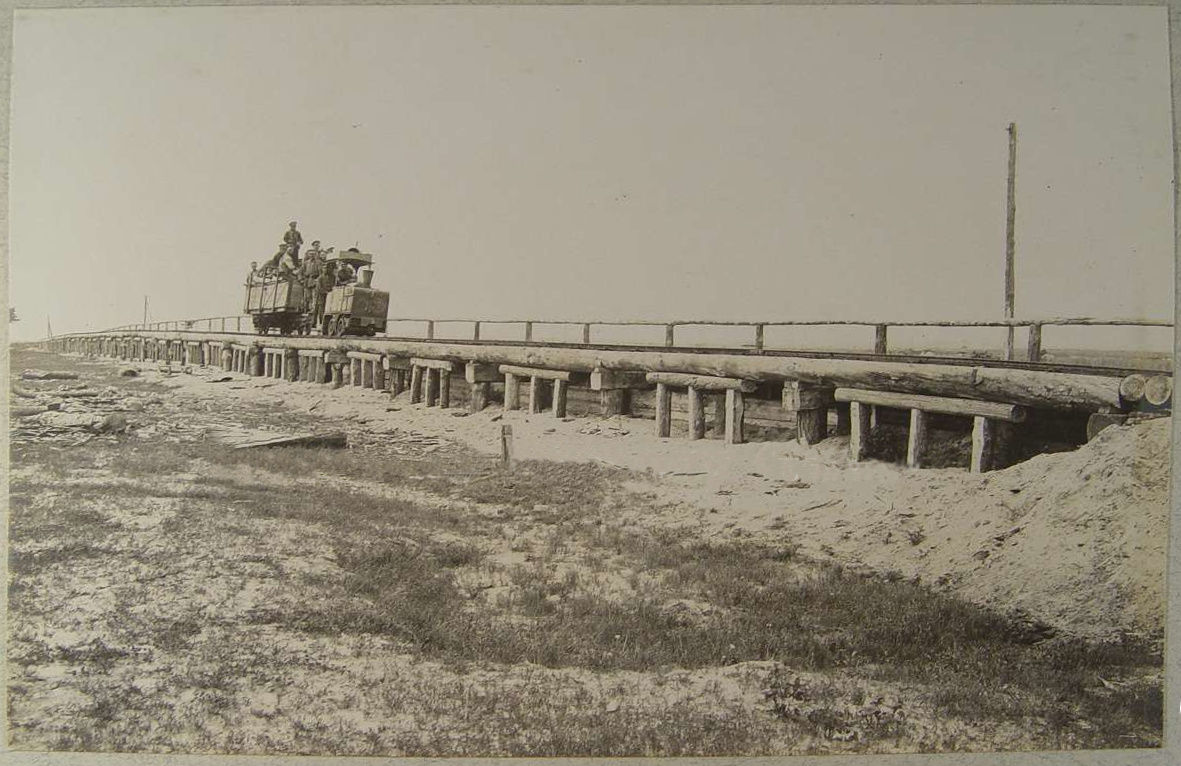
Sumpfbrücke der Feldbahn Iwanowo–Ljubjas bei Lubias

Während des Ersten Weltkriegs war Ljubjas ab 1916 vorübergehend die Endstation der Feldbahn nach Iwanowo, einem Teilabschnitt der Feldbahn Iwacewice–Iwanowo–Kamien-Koczirsk. Diese bestand bis zum Zweiten Weltkrieg.

## Trivia

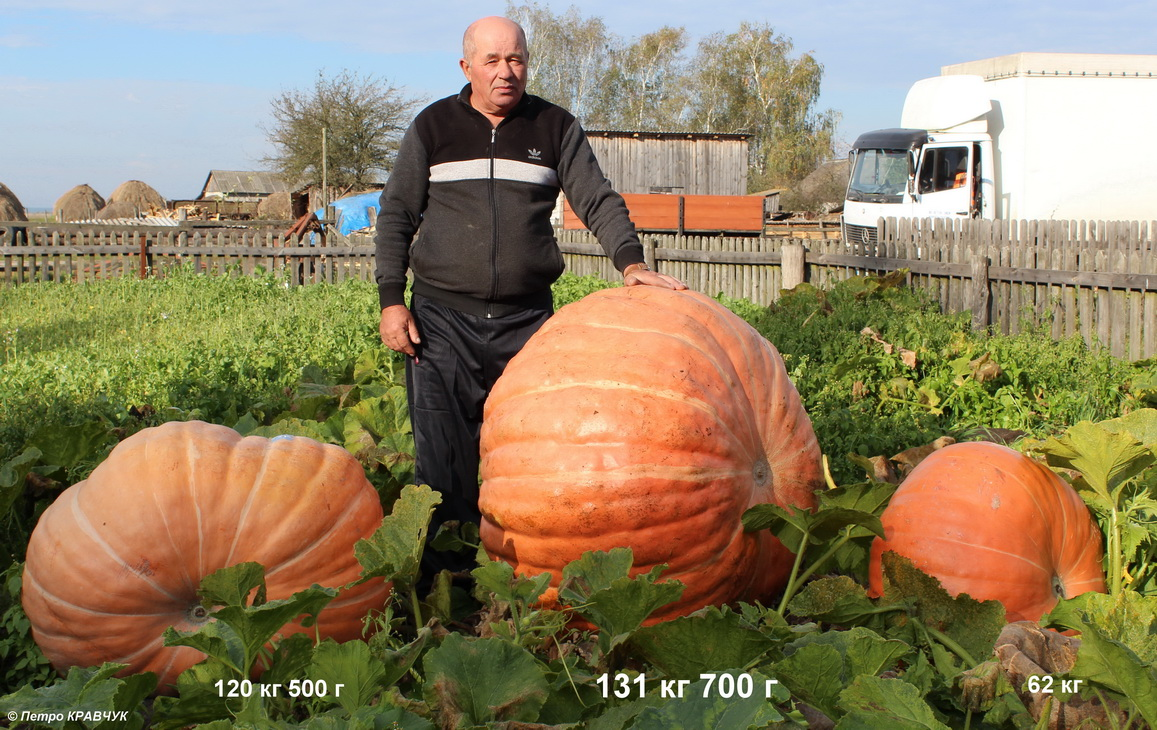
Hryhorij Abramowytsch mit seinem ukrainischen Rekordkürbis mit einem Gewicht von 131,7 kg (2014, Sorte Atlantic Giant Dila)

Im Jahr 2014 baute Hryhorij Mykolajowytsch Abramowytsch auf seinem Gehöft den größten ukrainischen Kürbis der Sorte Atlantic Giant Dila mit einem Gewicht von 131,7 kg an. Das brachte ihm einen Eintrag in das Wolyner Buch der Rekorde ein.